# Сигмонд, Рианне
Рианне Сигмонд (нидерл. Rianne Sigmond, род. 2 мая 1984) — голландская гребчиха, призёр чемпионата мира 2013 года.

## Биография
Рианне Сигмонд родилась 2 мая 1984 года в городе Схидам, Южная Голландия. Профессиональную карьеру гребца начала с 2006 года. Тренируется на базе клуба «Skadi» в Роттердаме. Обучалась в Роттердамском университете Эразма. По специальности — психолог.
Первым соревнованием международного уровня, в котором Сигмонд приняла участие, был — I-й этап кубка мира по академической гребле 2009 года в испанском городе Баньолес. В финальном заплыва двоек парных группы FB с результатом 07:25.680 голландские гребчихи заняли 1-е место, но выбыли из дальнейшей борьбы за награды.
Первая медаль в карьере Сигмонд была добыта на чемпионате мира по академической гребле 2013 года в Чхунджу. Голландская команда (четвёрки в лёгком весе), в составе которой была Рианне, завоевала золотые медали и установила мировой рекорд времени. В финальном заплыве их команда с результатом 6:49.80 первой преодолела дистанцию, опередив соперниц из США (6:54.22 — 2-е место) и Италии (6:57.06 — 3-е место).